# Dąbrowa (Konstantynów Łódzki)
Dąbrowa – dawniej samodzielna wieś, od 1988 część miasta Konstantynowa Łódzkiego w województwie łódzkim, w powiecie pabianickim. Leży na północnych rubieżach miasta, wzdłuż ulicy Dąbrowa. Szybkie połączenie z centrum zapewnia ulica Zgierska.

## Historia
Dawniej samodzielna wieś. Od 1867 w gminie Rąbień. W okresie międzywojennym należała do powiatu łódzkiego w woj. łódzkim. 1 kwietnia 1927 Dąbrowę wyłączono z gminy Rąbień i włączono do gminy Brus. 1 września 1933 Dąbrowa  weszła w skład nowo utworzonej gromady Jagodnica w granicach gminy Brus.
Podczas II wojny światowej włączona do III Rzeszy. Po wojnie Dąbrowa powróciła do powiatu łódzkiego woj. łódzkim jako jedna z 10 gromad gminy Rąbień. W związku z reorganizacją administracji wiejskiej jesienią 1954, Dąbrowa weszła w skład nowej gromady Rąbień. W 1971 roku ludność wsi wynosiła 313.
Od 1 stycznia 1973 w gminie Aleksandrów Łódzki. W latach 1975–1987 miejscowość należała administracyjnie do województwa łódzkiego.
1 stycznia 1988 Dąbrowę (64 ha) włączono do Konstantynowa Łódzkiego.